# چارلی مور پلیس (آریزونا)
چارلی مور پلیس (به انگلیسی: Charlie Moore Place) یک منطقهٔ مسکونی در ایالات متحده آمریکا است که در آریزونا واقع شده‌است. چارلی مور پلیس ۱٬۷۸۱ متر بالاتر از سطح دریا واقع شده‌است.